# 쎄트렉아이
쎄트렉아이(Satrec Initiative)는 대한민국의 인공위성 제조 회사이다. 2021년 1월, 한화에어로스페이스가 1,089억원을 투자하여 최대주주가 되었다.

## 역사
KAIST 인공위성연구센터(SaTReC)는 영국 서리 대학의 서리 스페이스 센터에 유학하여 소형 지구관측위성인 우리별 1호의 제작기술을 배워왔다. 서리 대학은 민간회사로 서리 새틀라이트 테크놀로지사를 세웠으며, 전 세계에 소형 지구관측위성을 수출하고 있다.
쎄트렉아이는 인공위성연구센터 출신 연구원들이 창업한 회사로서 상용 위성을 개발하고 있다. 자회사로 SI Imaging Service (위성 영상 판매), SI Detection (환경방사선 감지), SI Analytics (인공지능) 이 있다.
두바이셋 2호는 세계 최초의 1미터 해상도 소형인공위성이다. 쎄트렉아이는 2008년 두바이셋 2호 말고도, 2010년 스페인에도 1미터 해상도 데이모스 2호를 300억원에 주문받았다. 2013년 기준으로는 50 cm 해상도인 소형인공위성의 개발이 상당부분 완료되었다. 쎄트렉아이는 영국 서리 새틀라이트 테크놀로지(SSTL), 유럽 EADS 아스트리움과 함께 소형 지구관측위성 시장을 삼분하고 있다.
쎄트렉아이는 해외 수출 비중이 전체 매출의 90% 이상으로 해외 중·소형 위성 시장에서도 인정받고 있다. 2022년 기준 매출 75%가 내수시장에서 창출되었다. 말레이시아, 아랍에미리트, 싱가포르 등이 주요 고객이다.
김동관 한화솔루션 사장(38세)이 국내 유일의 민간 인공위성 제조·수출 기업인 '쎄트렉아이'에서 무보수 이사로 근무한다. 2021년 2월 22일, 한화는 쎄트렉아이 이사회에서 김동관 사장에 대한 등기임원 추천이 결의됐다고 밝혔다. 쎄트렉아이는 우리별 1호를 개발한 KAIST 인력들이 1999년 만든 회사다. 2021년 1월 13일 한화에어로스페이스가 쎄트렉아이 지분 30%를 인수한 바 있다. 김동관은 한화그룹 김승연 회장의 장남이다. 한화에어로스페이스는 한화그룹이 2010년대 중반 삼성으로부터 '빅 딜'을 통해 인수한 방산업체들을 모두 품고 있어 사실상 한화 방산의 지주사 격 회사다. 김승연 회장이 7년만에 경영 일선에 복귀했는데, 한화그룹의 주력 사업분야인 방산업 쪽은 장남이 등기이사가 되어 이끌게 하고, 김회장은 미등기이사로 한 발 뒤로 물러났다. 차남은 한화생명, 삼남은 한화에너지를 맡고 있다.

## 제품
- KhalifaSat : Elec. Units, Telescope, IRPS
- TeLEOS - 1 : 전자광학카메라
- 데이모스 2호 (Deimos - 2) : 인공위성 시스템
- 두바이샛 2호 (DubaiSat - 2) : 인공위성, 지상시스템
- RASAT : 전자광학카메라, 고도 센서
- X-SAT : 전자광학카메라
- 두바이샛 1호 (DubaiSat - 1) : 인공위성, 지상시스템
- RazakSAT : 인공위성, 지상시스템